# Кристофер Јанг
Кристофер Јанг (енгл. Christopher Young) је амерички филмски композитор. Радио је на бројним филмовима у задње 4 деценије, укључујући: Господари пакла, Спајдермен 3 и Ghost Rider.